# 13 أشباح
13 أشباح (بالإنجليزية: 13 Ghosts)‏ هو فيلم رعب أمريكي خارق للطبيعة صدر عام 1960. من إنتاج وإخراج ويليام كاسل ، تأليف روب وايت، وبطولة جو مورو وروزماري ديكامب ومارتن ميلنر.

## القصة
عندما ورث سايروس زوربا (دونالد وودز) وعائلته المنكوبة بالفقر قصرًا قديمًا، لم يتمكنوا من تصديق حظهم السعيد. بعد فترة وجيزة من انتقالهم إلى الداخل، أدركوا أن المنزل مسكون بـ 12 شبحًا وتديره مدبرة منزل (مارجريت هاملتون) تعمل في الفنون المظلمة. على الرغم من أن الأشباح عازمة على قتل أحد أفراد الأسرة، إلا أن عائلة زورباس تصر على البقاء في المنزل لأنهم علموا أن ثروة كبيرة مخبأة في مكان ما بداخله.

## الممثلون
- تشارلز هربرت بدور باك زوربا
- جو مورو في دور ميديا زوربا
- روزماري ديكامب بدور هيلدا زوربا
- مارتن ميلنر في دور بنجامين راش
- دونالد وودز في دور سايروس زوربا
- مارجريت هاميلتون في دور إيلين زاكاريدس
- جون فان دريلين في دور فان ألين

## وصلات خارجية
- 13 أشباح على موقع IMDb (الإنجليزية)
- 13 أشباح على موقع الموسوعة البريطانية (الإنجليزية)
- 13 أشباح على موقع روتن توميتوز (الإنجليزية)
- 13 أشباح على موقع ألو سيني (الفرنسية)
- 13 أشباح على موقع Turner Classic Movies (الإنجليزية)
- 13 أشباح على موقع أول موفي (الإنجليزية)
- 13 أشباح على موقع فيلمافينيتي (الإسبانية)
- 13 أشباح على موقع قاعدة بيانات الأفلام السويدية (السويدية)
- 13 أشباح على موقع قاعدة بيانات الفيلم (الإنجليزية)
- 13 أشباح على موقع ليتربوكسد (الإنجليزية)